# Vital Voranaŭ
Vitál Vóranaŭ, (bjeloruski: Віталь Воранаў) (Minsk, Bjelorusija, 18. ožujka 1983.) je suvremeni bjeloruski književnik, prevoditelj, izdavač i urednik.
Suosnivač je Bjeloruskog kulturno-prosvjetnog centra (Беларускі культурна-асьветніцкі цэнтар ) u Poznanu. Utemeljitelj je izdavačke kuće "Bieły Krumkacz".

## Prevoditeljski rad
Preveo je "U očekivanju Godota" Samuela Becketta i Winnija Pooha Alana Milnea na bjeloruski jezik.

## Vanjske poveznice
- http://www.voranau.com  Arhivirana inačica izvorne stranice od 18. studenoga 2019. (Wayback Machine) Službene stranice
- http://voranau.livejournal.com - uživo vijesti na bjeloruskome, Voranavljeva stranica
- Дзеяслоў - Навіны  Arhivirana inačica izvorne stranice od 30. ožujka 2012. (Wayback Machine) Віталь Воранаў (№25)
- Polskie Radio dla zagranicy  Arhivirana inačica izvorne stranice od 10. ožujka 2021. (Wayback Machine) Альбом-комікс „Грунвальд” з удзелам беларускіх мастакоў, 11. kolovoza 2010. (razgovor s Vitaljem Voranauom)